# Anguria (colore)
Il color anguria è chiamato così per la sua rassomiglianza con la polpa dell'omonimo frutto.